# Septo atrioventricular
Septo átrio-ventricular corresponde à parede muscular ou septo que divide o coração em duas porções: superior e inferior. Presente em todos os vertebrados e têm a função de separar átrios (compartimentos que recebem sangue), olhar em átrio, de ventrículos (compartimentos que bombeiam sangue), olhar em ventrículo, estruturas que têm especializações diferentes. Existem, aderidos a esta estrutura, valvas (olhar em válvula) que são responsáveis por impedir o refluxo de sangue dos ventrículos para os átrios. Estas valvas estão presentes em todos os grupos de vertebrados, em anfíbios, répteis, aves e mamíferos aparecem duas valvas, uma no lado direito, que é chamada de Valva Atrioventricular Direita (nome em desuso: tricúspide), e a outra no lado esquerdo, que é chamada de Valva Atrioventricular Esquerda (nomes em desuso: bicúspide, mitral), em peixes existe apenas uma valva atrioventricular que divide os únicos átrio e ventrículo do coração dos mesmos.